# Ханна Тайни
Ханна Тайни (урождённая — Шлимович) (24 июня 1911, Гельсингфорс, Великое княжество Финляндское, Российская империя — 30 января 1996, Хельсинки, Финляндия) — финская актриса
 театра и кино, одна из самых популярных кинозвёзд 1930-х годов.

## Биография
Выступала на сцене Шведского театра в Хельсинки.
С 1929 по 1942 год снялась в десяти полнометражных художественных фильмах, четыре из которых поставил Валентин Ваала. Была известной ещё до начала золотого века финского кино, её известность продолжалась до начала Второй мировой войны.
Похоронена на Еврейском кладбище в Хельсинки.

## Фильмография
- 1993 — Suomi-Filmin tarina (телесериал)
- 1942 — Onni pyörii
- 1941 — Morsian yllättää
- 1939 — Vihreä kulta
- 1938 — Karmankolon kuningas
- 1937 — Ja alla oli tulinen järvi
- 1934 — Siltalan pehtoori
- 1931 — Erämaan turvissa
- 1931 — Jääkärin morsian
- 1931 — Laveata tietä
- 1929 — Mustalaishurmaaja

Документальные фильмы
- 1930 — Ravintolayleisöä kameran silmän lävitse